# Szymon Tomczak
Szymon Tomczak (ur. 17 stycznia 1998) – polski koszykarz, grający na pozycji silnego skrzydłowego lub środkowego, od 2024 zawodnik Icon Sea Czarnych Słupsk.

## Osiągnięcia
Stan na 2 maja 2024, na podstawie, o ile nie zaznaczono inaczej.

### Drużynowe
Seniorskie
- Mistrz Polski (2022)
- Wicemistrz:
  - Polski (2023)
  - I ligi (2019 – awans do EBL za AZS Koszalin[a])[5]
- Brązowy medalista mistrzostw Polski (2021)
- Finalista Superpucharu Polski (2022)[6]
- Uczestnik międzynarodowych rozgrywek Eurocup (2021–2023)

Młodzieżowe
- Brązowy medalista mistrzostw Polski juniorów starszych (2018)

### Indywidualne
- Zaliczony do I składu I ligi (2021)[7]

### Reprezentacja
- Uczestnik uniwersjady (2023 – 9. miejsce)